# Ereymatermes
Ereymatermes es un género de termitas  perteneciente a la familia Termitidae que tiene las siguientes especies:

## Especies
1. Ereymatermes panamensis
2. Ereymatermes piquira
3. Ereymatermes rotundiceps